# 마쓰쿠라성 (기후현 다카야마시)

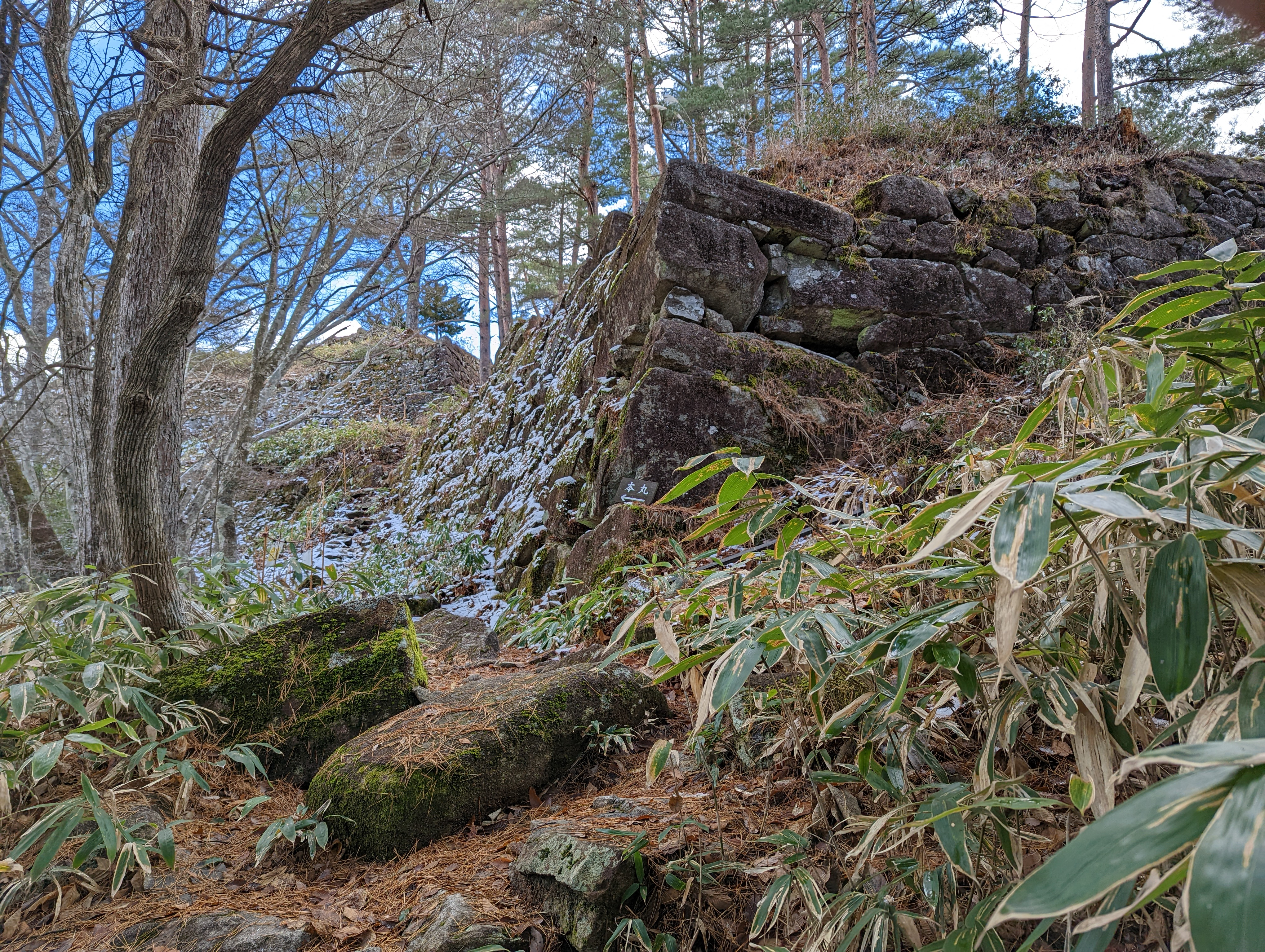

마쓰쿠라성(일본어: 松倉城 마쓰쿠라조[*])은 기후현 다카야마시에 있었던 산성이다.

## 개요
높이 856.7m, 비고 360m의 마쓰쿠라 산 정상에 입지해 있는 마쓰쿠라 성은 겨우 7년만 존속하다 폐성된 성이다. 마쓰쿠라 산 정상에 오르면, 히다산맥이 눈앞에 펼쳐져 장관을 이루고 있으며, 산 아래 다카야마 분지를 한눈에 조망할 수 있다. 마쓰쿠라 성은 중앙에 혼마루를 두었고, 그 양 갈래로 니노마루와 산노마루를 배치한 구조를 가지고 있다. 현재 성의 석벽이 잘 보존되어 있다. 1956년 기후 현 중요문화재로 지정되었다.

## 역사
아즈치모모야마 시대
원래 히다 지방은 슈고 교고쿠 가문(京極氏)과 고쿠시(国司)인 아네코지 가문(姉小路氏)이 대대로 다스리고 있었지만, 전란과 내분으로 쇠퇴하고 히다 남부는 미쓰기 가문(三木氏)이 히다 북부는 에마 가문(江馬氏)이 장악하고 있었다. 미쓰기 가문은 지배를 공고히 하기 위해 미쓰기 나오요리가 사쿠라보라 성을 축성해 거점으로 삼은 후, 그 아들 미쓰기 요시요리가 아네가코지 씨로 개명했으며, 종손 아네코지 요리쓰나가 대에 이르면 오다 노부나가와 결탁해 1579년 새로이 마쓰쿠라 성을 쌓고 세력을 확장해 갔다. 1582년 혼노지의 변에서 오다 노부나가가 죽자, 요리쓰나는 엣추의 삿사 나리마사와 결탁해 히다 북부의 에마 가문을 멸하고 시라카와촌를 제외한 히다 전체를 장악했다. 하지만, 하시바 히데요시와 대립한 나머지 1585년 히데요시의 명을 받은 에치젠 오노 성주 가나모리 나가치카의 공격을 받고 성은 함락된다. 그 후 가나모리 가문의 관리하에 성은 개축되었지만, 얼마뒤 다카야마 성 축성에 따라 폐성되었다.

## 관광
교통
- JR 도카이 다카야마역에서 노히 버스로 환승해《히다노사토》에서 하차, 도보로 20분소요.

주변 문화시설 및 관광명소
- 다카야마 진야
- 다카야마 성터
- 오쿠히다 온천마을
- 히다 고쿠분지
- 히다노사토 - 민속촌
- 히다 다카야마 미술관

## 같이 보기
- 아네코지 요리쓰나